# Schwertberg
Schwertberg is een gemeente in de Oostenrijkse deelstaat Opper-Oostenrijk, gelegen in het district Perg (PE). De gemeente heeft ongeveer 5200 inwoners.

## Geografie
Schwertberg heeft een oppervlakte van 19 km². De gemeente ligt in het noorden van Oostenrijk, in het oosten van de deelstaat Opper-Oostenrijk. Schwertberg ligt ten oosten van de stad Linz.
Allerheiligen im Mühlkreis · Arbing · Bad Kreuzen · Baumgartenberg · Dimbach · Grein · Katsdorf · Klam · Langenstein · Luftenberg an der Donau · Mauthausen · Mitterkirchen im Machland · Münzbach · Naarn im Machlande · Pabneukirchen · Perg · Rechberg · Ried in der Riedmark · Saxen · Schwertberg · Sankt Georgen am Walde · Sankt Georgen an der Gusen · Sankt Nikola an der Donau · Sankt Thomas am Blasenstein · Waldhausen im Strudengau · Windhaag bei Perg
- Gemeinsame Normdatei: 4353416-8
- Library of Congress Control Number: n89616159
- MusicBrainz: 4a34e31b-00a3-4733-aa73-f2a5ece16b94
- Nationale Bibliotheek van Israël: 987007562878605171
- Virtual International Authority File: 133206869
- WorldCat: E39PBJqqxr977jfF4jYCkTGGpP